# Cal Jammer
Cal Jammer, född 2 mars 1960, död 25 januari 1995, var en amerikansk porrskådespelare känd under tidigt 1990-tal. 
Född som Randy Layne Potes i Bethesda, Maryland, USA. Han mest känd för sin kärleksrelation och giftermål med porrskådespelerskan Jill Kelly 1993. Potes led av svår depression och tungt drogberoende, när Jill Kelly lämnade honom för den lesbiska porrskådespelerskan P.J. Sparxx tog han livet av sig genom att skjuta sig i huvudet på exhustruns trappuppgång. Författaren Lars Hermanssons roman Tjänstemän handlar delvis om Jammers sista år i livet.